# Karen Brødsgaard
Karen Brødsgaard (* 10. März 1978 in Horsens, Dänemark) ist eine ehemalige dänische Handballspielerin, die aktuell als Trainerin tätig ist.

## Karriere
Die 1,78 m große Kreisspielerin spielte zuletzt für den dänischen Erstligisten Aalborg DH. Zuvor war sie für Ikast-Bording EH, Larvik HK, Viborg HK, Horsens HK, Gedved und Stensballe aktiv.
Ihr Länderspieldebüt in der dänischen Nationalmannschaft gab sie am 25. Februar 1998. Brødsgaard bestritt 140 Länderspiele, in denen sie 288 Tore erzielte. Mit der Nationalmannschaft gewann sie zwei olympische Goldmedaillen und eine Europameisterschaft. Zuvor spielte sie auch in der dänischen Juniorinnen-Auswahl, mit der sie eine Weltmeisterschaft und eine Europameisterschaft gewinnen konnte.
Nach Beendigung ihrer Spielerkarriere übernahm Brødsgaard im Jahr 2010 den Assistenztrainerposten bei Aalborg DH. Im Januar 2012 gab sie diesen Posten ab. Im Sommer 2016 wurde sie Co-Trainerin beim schwedischen Erstligisten Alingsås HK. Ab dem Juli 2018 bis zum Februar 2019 trainierte sie den dänischen Erstligisten EH Aalborg. Zur Saison 2019/20 wurde sie Co-Trainerin bei Odense Håndbold. Nachdem Odense im Dezember 2019 das dänische Pokalfinale verloren hatte, übernahm sie das Traineramt. Ab der Saison 2020/21 bis zum Saisonende 2021/22 war sie wieder bei Odense als Co-Trainerin tätig.
Brødsgaard war in der Saison 2022/23 als Sportchef der LykkeLiga Ungdom, eine Spielklasse für Kinder mit Entwicklungsstörungen, tätig.

## Erfolge
- Dänische Meisterin: 1999, 2000, 2001 und 2002
- EHF-Pokal: 1999 mit Viborg HK
- Champions League Finalistin: 2001
- Juniorinnen-Europameisterin: 1996
- Juniorinnen-Weltmeisterin: 1997
- Europameisterin: 2002
- Olympiasiegerin: 2000 und 2004